# Agent 3S3, massacre au soleil
Pour plus de détails, voir Fiche technique et Distribution.
 (février 2024).
Si vous disposez d'ouvrages ou d'articles de référence ou si vous connaissez des sites web de qualité traitant du thème abordé ici, merci de compléter l'article en donnant les références utiles à sa vérifiabilité et en les liant à la section « Notes et références ».
Agent 3S3, massacre au soleil (titre original : Agente 3S3, massacro al sole) est un film d'espionnage franco-hispano-italien réalisé par Sergio Sollima et sorti en 1966 en Italie et en 1968 en France.

## Synopsis
Un certain Général Siqueiros a capturé le scientifique Karlesten et comme ça il a obtenu le contrôle sur une arme à destruction massive. L'Agent 3S3 doit rendre le gredin inoffensif. Il voyage à l'île caraïbe San Félipe mais son homme de contact Mendozza est déjà remplacé par quelqu'un qui travaille pour un autre service secret. La situation est une menace pour le monde entier.

## Fiche technique
- Titre français : Agent 3S3, massacre au soleil
- Titre original : Agente 3S3, massacro al sole
- Réalisateur : Sergio Sollima (sous le nom de Simon Sterling)
- Photographie : Carlo Carlini
- Montage: Bruno Mattei
- Décors : Mary Jo Lewis
- Musique : Piero Umiliani
- Pays de production :  Italie /  Espagne /  France
- Langue : italien
- Couleur : Technicolor
- Année de production : 1966
- Producteur : Marc Damian (Mario Damiani) et Marciano De La Fuente
- Aspect Ratio : 2.35 : 1
- Durée : 106 minutes
- Dates de sortie : 
  - Italie : 20 mai 1966
  - Allemagne de l'Ouest : 24 octobre 1966
  - Espagne : 31 août 1967
  - France : 4 décembre 1968[1]

## Distribution
- Giorgio Ardisson (VF : Jean-Pierre Duclos) : Walter Ross, agent 3S3
- Frank Wolff (VF : Roger Rudel) : Ivan Tereczkov
- Evi Marandi : Melissa (agent anglaise)
- Michel Lemoine (VF : Jacques Thébault) : Radek
- Fernando Sancho (VF : Jean Clarieux) : Général Siqueiros
- Luz Márquez : Madame Barrientos
- Eduardo Fajardo : Professeur Karlesten
- Leontine May : Josefa
- John Karlsen (VF : René Bériard) : Tereczkov's patron
- Kersten Svanhold (Kitty Swan) : chanteuse
- Pietro Ceccarelli (it) (VF : Pierre Collet) : Un soldat
- Beni Deus (VF : Robert Dalban)

## Commentaires
C'est le deuxième film avec George Ardisson comme S3S après Agent 3S3, passeport pour l'enfer (Agente 3S3: Passaporto per l'inferno).